# Piedmont (Carolina del Sud)
Piedmont és una concentració de població designada pel cens dels Estats Units a l'estat de Carolina del Sud. Segons el cens del 2000 tenia 4.684 habitants.

## Demografia
Segons el cens del 2000, Piedmont tenia 4.684 habitants, 1.829 habitatges i 1.349 famílies. La densitat de població era de 210,8 habitants/km².
Dels 1.829 habitatges en un 32,9% hi vivien nens de menys de 18 anys, en un 57,4% hi vivien parelles casades, en un 12,4% dones solteres, i en un 26,2% no eren unitats familiars. En el 23,1% dels habitatges hi vivien persones soles el 9,6% de les quals corresponia a persones de 65 anys o més que vivien soles. El nombre mitjà de persones vivint en cada habitatge era de 2,52 i el nombre mitjà de persones que vivien en cada família era de 2,95.
Per edats la població es repartia de la següent manera: un 24,9% tenia menys de 18 anys, un 7,7% entre 18 i 24, un 29,7% entre 25 i 44, un 23,9% de 45 a 60 i un 13,9% 65 anys o més.
L'edat mediana era de 37 anys. Per cada 100 dones de 18 o més anys hi havia 85,8 homes.
La renda mediana per habitatge era de 36.310 $ i la renda mediana per família de 41.654 $. Els homes tenien una renda mediana de 34.890 $ mentre que les dones 23.250 $. La renda per capita de la població era de 16.982 $. Entorn del 7,9% de les famílies i el 10,5% de la població estaven per davall del llindar de pobresa.

## Poblacions més properes
El següent diagrama mostra les poblacions més properes.